# Tricalysia obstetrix
Tricalysia obstetrix är en måreväxtart som beskrevs av Nicolas Hallé. Tricalysia obstetrix ingår i släktet Tricalysia och familjen måreväxter. IUCN kategoriserar arten globalt som sårbar. Inga underarter finns listade i Catalogue of Life.